# Acacia pruinosa
Acacia pruinosa é uma espécie de leguminosa do gênero Acacia, pertencente à família Fabaceae.